# Olbersův paradox
Olbersův paradox, též Chéseauxův-Olbersův paradox či fotometrický paradox popsaný německým astronomem Heinrichem Wilhelmem Olbersem poprvé roku 1823 a již dříve také Johanem Keplerem v roce 1610 a astronomy Halleyem a de Chéseaux v 18. století, je fyzikálně paradoxní pozorování toho, že noční obloha je temná – zatímco ve statickém nekonečném vesmíru by noční obloha musela být jasná. Toto pozorování je jedním z důkazů pro některý ze současných modelů dynamického vesmíru, jako je třeba model velkého třesku.

## Předpoklady
Jestliže předpokládáme, že vesmír je nekonečný a že obsahuje nekonečný počet rovnoměrně rozprostřených svítivých hvězd, měla by každá myslitelná linie přímé viditelnosti nakonec končit na povrchu nějaké hvězdy. Jasnost povrchu není závislá na jeho vzdálenosti, tedy každý bod na obloze by měl být tak jasný, jako povrch nějaké hvězdy.
Aby byly hvězdy „rovnoměrně rozprostřeny“ v prostoru, tak musí být také rovnoměrně rozprostřeny v čase – protože do čím větší vzdálenosti hledíme, tím dále také hledíme do minulosti. Pokud počítáme s nekonečnou velikostí vesmíru, tak to také znamená, že vesmír musí být nekonečně starý, a povaha hvězd se během této nekonečné doby nesmí žádným zásadním způsobem měnit.
Kepler toto pokládal za argument buď pro konečnost vesmíru, anebo pro konečný počet všech hvězd. Současný vědecký konsensus je takový, že obecná relativita současně s teorií velkého třesku a předpokladu konečného stáří našeho vesmíru sice skutečně vedou ke konečné velikosti pozorovatelného vesmíru – ale je to astronomické pozorování rudého posuvu, které nejlépe vysvětluje, proč je obloha v noci temná.
Pozorování temné noční oblohy je tedy stále považováno za paradoxní – i přesto, že náš vesmír dnes všeobecně není pokládán za statický a nekonečný.

## Vysvětlení

### Obecně přijímaná vysvětlení
Vysvětlení tohoto paradoxu, které je obecně přijímáno vědeckou komunitou, poukazuje na konečnost rychlosti, kterou světlo cestuje prostorem. Vzhledem k této konečné rychlosti nemohlo světlo z nejvzdálenějších hvězd dosud procestovat větší vzdálenost, měřeno ve světelných letech, než je stáří hvězdy. Toto vysvětlení poprvé navrhl v roce 1848 básník a spisovatel Edgar Allan Poe, který ve svém díle Eureka (prosaická báseň) napsal, že „kdyby posloupnost hvězd byla nekonečná, pak by se nám pozadí oblohy jevilo jako jednolitě zářivé, tak jako se nám jeví Galaxie - protože by nemohl na celé obloze existovat jediný bod, ve kterém by neexistovala hvězda. Jediný způsob, jakým za takového stavu věcí můžeme pozorovat onu prázdnotu, kterou našimi teleskopy v nesčetných směrech pozorujeme, by byl předpoklad tak nezměrné vzdálenosti neviditelného pozadí, že žádný paprsek z takové vzdálenosti k nám ještě nikterak nemohl dosáhnout“. (poznámka: jde o původní překlad z anglického originálu pro potřeby Wikipedie)
Podle nejčastěji akceptovaného modelu velkého třesku je náš vesmír starý přibližně 13,7 miliard let, takže největší vzdálenost, kterou za tu dobu světlo mohlo nejvýše procestovat, je odpovídající číslo ve světelných letech. Tedy, i kdyby každá nekonečná trajektorie vycházející ze Země nakonec procházela skrze hvězdu ve vzdálenějších oblastech vesmíru, tak světlo z takových hvězd zatím ještě na Zemi nemohlo dorazit. Ve skutečnosti toto není správným vysvětlením temnoty noční oblohy, protože světlo velkého třesku (resp. fotony, elektromagnetické záření) bylo neuvěřitelně intenzivní a bylo vyzářeno ve všech směrech současně. Nicméně v souladu s obecnou teorií relativity došlo k rudému posuvu vlnové délky tohoto záření směrem k mikrovlnné části elektromagnetického světla, ve které ho pozorujeme jako tzv. reliktní záření – mikrovlnné záření kosmického pozadí.
Takže ve skutečnosti vysvětlením temnoty noční oblohy je rudý posuv všeho světla ze vzdálených objektů, a ne přímo konečného stáří vesmíru – ačkoliv proces rudého posuvu a stáří vesmíru spolu ve většině teorií úzce souvisí.

### Alternativní vysvětlení
Alternativní vysvětlení je, že vesmír není průhledný a že světlo ze vzdálených hvězd je zastíněno mezilehlými temnými hvězdami či pohlceno či rozptýleno prachem nebo plynem, takže existuje hranice pro maximální vzdálenost, ze které ještě světlo může dorazit k pozorovateli. Podle prvního termodynamického zákona musí dojít k zachování energie, takže mezilehlá hmota by se ohřála a brzy znovu vyzářila pohlcenou energii (zřejmě na odlišných vlnových délkách). Toto by opět vyústilo v téměř izotropní záření přicházející ze všech směrů, které pozorujeme jako reliktní záření. Hustota záření podle Planckova vyzařovacího zákona pak musí být nižší než hustota hmotnostního schodku z pozorované hustoty hmoty.
Odlišný závěr, který není závislý na teorii velkého třesku, navrhl Benoît Mandelbrot. Prohlásil, že pokud by hvězdy ve vesmíru byly rozmístěny fraktálně (tedy např. jako tzv. Cantorův prach), tak by nebylo nezbytně nutné spoléhat na teorii velkého třesku, abychom byli schopni Olbersův paradox vysvětlit. Tento model by nevylučoval velký třesk, ale umožnil by existenci temné oblohy i v případě, že by velký třesk nikdy nenastal. Lze říct, že jde spíše o demonstraci důsledků fraktální teorie, spíše než skutečné rozřešení tohoto paradoxu - protože astronomičtí pozorovatelé nenašli žádné důkazy o fraktálním rozmístění hvězd.
Myšlenku hierarchické kosmologie, kterou bychom nyní nazvali teorií fraktální kosmologie, navrhl v roce 1908 Carl Charlier.